# Жуматаев, Шакир Бактыбаевич
Шакир Бактыбаевич Жуматаев (15 мая 1925, Орск — 10 июня 2018, там же) — токарь Южно-Уральского машиностроительного завода, Герой Социалистического Труда (1971).

## Биография
Родился 15 мая 1925 года в городе Орск Оренбургской губернии в крестьянской семье. Окончил пять классов. Работал конюхом, возчиком на лошадях, рабочим на хлебокомбинате.
В январе 1943 года призван в Красную Армию Орским райвоенкоматом. В запасных полках получил специальность миномётчика. Весь боевой путь прошёл автоматчиком в составе 101-го гвардейского полка 35-й гвардейской стрелковой дивизии 8-й гвардейской армии. Воевал на 3-м Украинском, 1-м Белорусском фронтах.
Боевое крещение принял 5 декабря 1943 года под Днепропетровском. Участвовал в форсировании Днестра, Вислы и Одера. Был трижды ранен, но всегда возвращался в строй в свою часть. К весне 1945 года награждён тремя медалями «За отвагу». В бою спас командира полка, награждён орденом Красного Знамени. После Победы продолжал службу в армии. В 1950 году демобилизован в звании старшины.
Вернулся в родной город Орск. Пошёл работать на Южно-Уральский машиностроительный завод учеником токаря, затем токарем-расточником. Окончил вечернюю школу, машиностроительный техникум, получил диплом техника-технолога. В дальнейшем работал в цехе № 2 мастером, старшим мастером. Трудился ударно, перевыполняя пятилетние планы.
Указом Президиума Верховного Совета СССР от 5 апреля 1971 года за успехи в выполнении заданий пятилетнего плана, достижение высоких технико-экономических показателей Жуматаеву Шакиру Бактыбаевичу присвоено звание Героя Социалистического Труда с вручением ордена Ленина и золотой медали «Серп и Молот».
Из 40 лет трудовой деятельности 30 провёл непосредственно у станка. Подготовил десятки учеников, среди них пятеро своих детей: две дочери и три сына. На заводе трудилась целая рабочая династия Жуматаевых.
Избирался депутатом Орского городского Совета, Оренбургского областного Совета народных депутатов. Несколько лет возглавлял профсоюзный комитет цеха.
Умер в июне 2018 года. Похоронен на Степном кладбище в Орске.
Награждён орденами Ленина, Красного Знамени, Отечественной войны 2-й степени, Славы 3-й степени, медалями, в том числе тремя медалями «За отвагу». Почётный гражданин Орска.